# 秋田県道306号豊岡長野線
秋田県道306号豊岡長野線（あきたけんどう306ごう とよおかながのせん）は、秋田県大仙市を通る一般県道である。

## 概要
大仙市の北東部、大仙市豊岡地区の秋田県道50号大曲田沢湖線から分岐し、ほぼ西方向、JR東日本 田沢湖線 羽後長野駅までの平野部を通る、およそ7キロメートルの路線である。

### 路線データ
- 総延長 : 6.520 km[2]
- 実延長 : 6.049 km[2]
- 起点 : 秋田県大仙市豊岡字中荒井野19番14（秋田県道50号大曲田沢湖線交点）[3]北緯39度33分28.33秒 東経140度36分40.97秒
- 終点 : 秋田県大仙市長野字漆原87番2地先（秋田県道253号角館長野線交点）[3]北緯39度32分51.65秒 東経140度32分32.62秒
- 未供用区間 : なし[2]

## 歴史
- 1983年（昭和58年）1月11日 - 秋田県道に認定される[3]。

## 路線状況

### 重複区間
- 秋田県道259号長信田羽後長野停車場線（大仙市北長野字谷地中・交点 - 大仙市長野・終点）約0.5km[2]

### 冬期閉鎖区間
- なし[4]

### 交通不能区間
- なし[5]

## 地理

### 交差する道路
| 施設名                  | 接続路線名                          | 備考               | 所在地                                                    |
| ----------------------- | ----------------------------------- | ------------------ | --------------------------------------------------------- |
|                         | 秋田県道50号大曲田沢湖線            | 起点               | 大仙市豊岡字中荒井野                                      |
|                         | 秋田県道11号角館六郷線              |                    | 大仙市豊川北緯39度33分11.28秒 東経140度35分9.12秒         |
|                         | 秋田県道259号長信田羽後長野停車場線 |                    | 大仙市北長野字谷地中北緯39度32分52秒 東経140度32分52.48秒 |
| 以下、県道259号重複区間 |                                     |                    |                                                           |
|                         | 国道105号                           |                    | 大仙市北長野                                              |
|                         | 秋田県道253号角館長野線             | 終点 県道259号終点 | 大仙市長野字漆原                                          |

### 沿線の施設
- 水神社（県道11号経由）
- JR東日本 田沢湖線 羽後長野駅（県道253号経由）